# 미도리구 (요코하마시)
미도리구(일본어: 緑区)는 일본 가나가와현 요코하마시를 구성하는 18개 구 중 하나이다.

## 지리
요코하마시의 북서쪽에 위치한다. 북동부를 제외하고는 이 지역의 대부분은 구릉 지대로 상대적으로 도시의 다른 부분과 비교해 인구가 적다. 평평한 북동부는 쓰루미강 분지에 위치하고 강은 쓰즈키구와의 경계 역할을 한다. 구의 인구의 대부분은 JR 요코하마선과 요코하마 순환도로 4호선을 따라 그 주변 지역에 집중되어 있다. 쓰루미강의 지류인 온다가와강 부근을 비롯해 요코하마의 고도로 도시화된 다른 지역에 비해 상대적으로 많은 농경지를 발견할 수 있다.

## 지역
- 나가쓰타정(長津田町)
- 나가쓰타미나미다이정(長津田みなみ台)
- 가모이정(鴨居町)
- 히가시혼고정(東本郷町)
- 나카야마정(中山町)
- 다이무라정(台村町)
- 모리노다이(森の台)
- 니하루정(新治町)
- 미호정(三保町)
- 아오토정(青砥町)
- 고야마정(小山町)
- 도카이치바정(十日市場町)
- 기리가오카(霧が丘)
- 이부키노(いぶき野)
- 기타하사쿠정(北八朔町)
- 니시하사쿠정(西八朔町)

## 교통

### 철도
- 동일본 여객철도
  - 요코하마선

- 도큐 전철
  - 덴엔토시선
  - 고도모노쿠니선

- 요코하마시 교통국(요코하마 시영 지하철)
  - 그린 라인

### 도로
- 도메이 고속도로
- 국도 16호선
- 국도 246호선